# Sân vận động Quốc tế Jakarta
Sân vận động Quốc tế Jakarta (tiếng Indonesia: Stadion Internasional Jakarta) là một sân vận động bóng đá có mái che có thể thu vào ở Tanjung Priok, Jakarta, Indonesia. Đây là sân nhà của câu lạc bộ Persija Jakarta sau khi chuyển từ sân nhà hiện tại của câu lạc bộ, Sân vận động Gelora Bung Karno. Đây cũng là sân nhà thường xuyên của đội tuyển bóng đá quốc gia Indonesia, sau một thỏa thuận giữa Hiệp hội bóng đá Indonesia (PSSI) và PT JAKPRO về việc sử dụng sân vận động này. Sân vận động có sức chứa 82.000 khán giả, khiến sân trở thành sân vận động lớn nhất ở Indonesia và là sân vận động dành riêng cho bóng đá lớn nhất châu Á. Công việc xây dựng sân vận động đã bị trì hoãn do tranh chấp đất đai và vụ kiện tập thể của những người bị thu hồi đất, phá dỡ nhà để nhường chỗ cho sân vận động. Công việc xây dựng sân cuối cùng đã được bắt đầu vào tháng 9 năm 2019 và hoàn thành vào tháng 4 năm 2022. Sau nhiều lần trì hoãn và chuẩn bị, sân vận động đã chính thức được khánh thành vào ngày 24 tháng 7 năm 2022.
Khu phức hợp sân vận động được xây dựng trên khu đất có diện tích 22 ha, trong đó bản thân sân vận động được xây dựng trên diện tích 375,7 m2 (4.044 foot vuông). Sân vận động này là sân vận động có mái che có thể thu vào có sức chứa lớn nhất châu Á và là sân vận động có mái che có thể thu vào có sức chứa lớn thứ hai trên thế giới, sau Sân vận động AT&T ở Arlington, Texas, Hoa Kỳ.

## Lịch sử

### Trước khi xây dựng và lên kế hoạch
Từ cuối thập niên 2000 đến đầu thập niên 2010, đã có các đề xuất về sân vận động mới của Persija Jakarta. Sân vận động này sẽ được xây dựng trên khu đất có diện tích 26,5 ha, gần Công viên BMW (tiếng Indonesia: Taman BMW (Bersih, Manusiawi dan Berwibawa)) ở Tanjung Priok, Bắc Jakarta, nơi những người nhập cư đã xây nhà bất hợp pháp trong những năm qua. Sân được đặt tên là "Sân vận động BMW", theo tên của Công viên BMW và dự kiến được xây dựng vào năm 2013 và hoàn thành vào năm 2015. Sân vận động dự kiến có sức chứa 50.000 người và ban đầu dự định có đường chạy điền kinh. Sân vận động này sẽ thay thế cho Sân vận động Lebak Bulus đã bị phá bỏ để xây dựng ga MRT Jakarta.
Đến năm 2014, công việc xây dựng sân vận động vẫn chưa bắt đầu do chủ sở hữu của khu đất vẫn chưa giải quyết vụ tranh chấp đất đai với những người bị thu hồi đất và chính quyền thành phố. Đã có đề xuất mới về xây dựng sân vận động có sức chứa 80.000 người với thiết kế hoàn toàn mới để sử dụng cho Đại hội Thể thao châu Á 2018, nhưng sau đó đề xuất này bị hủy bỏ và chính quyền thành phố Jakarta quyết định cải tạo Sân vận động Gelora Bung Karno vào cuối năm 2016.
Vào năm 2017, sau nhiều lần lên kế hoạch thất bại, vụ tranh chấp đất đai đã được giải quyết và khu đất đã được giải phóng mặt bằng để sẵn sàng xây dựng, các ngôi nhà của những người nhập cư sau đó đã bị phá bỏ. Hai năm sau khi khu đất được giải phóng mặt bằng, một đề xuất chính thức được đưa ra, với một sân vận động có sức chứa 82.000 người với mái che có thể thu vào và không có đường chạy điền kinh, không giống như các thiết kế trước đó trong nhiều năm. Dự án thiết kế mới được đặt tên là "Sân vận động Quốc tế Jakarta". Sân được khởi công xây dựng vào ngày 14 tháng 3 năm 2019 bởi Thống đốc Jakarta Anies Baswedan. Kể từ khi sân vận động bắt đầu được xây dựng, những cư dân ở khu vực Kampung Bayam lân cận bị ảnh hưởng nghiêm trọng. Cư dân ở Kampung Bayam đã yêu cầu bồi thường thiệt hại và hầu hết cư dân đã chuyển ra khỏi khu vực này.

### Xây dựng

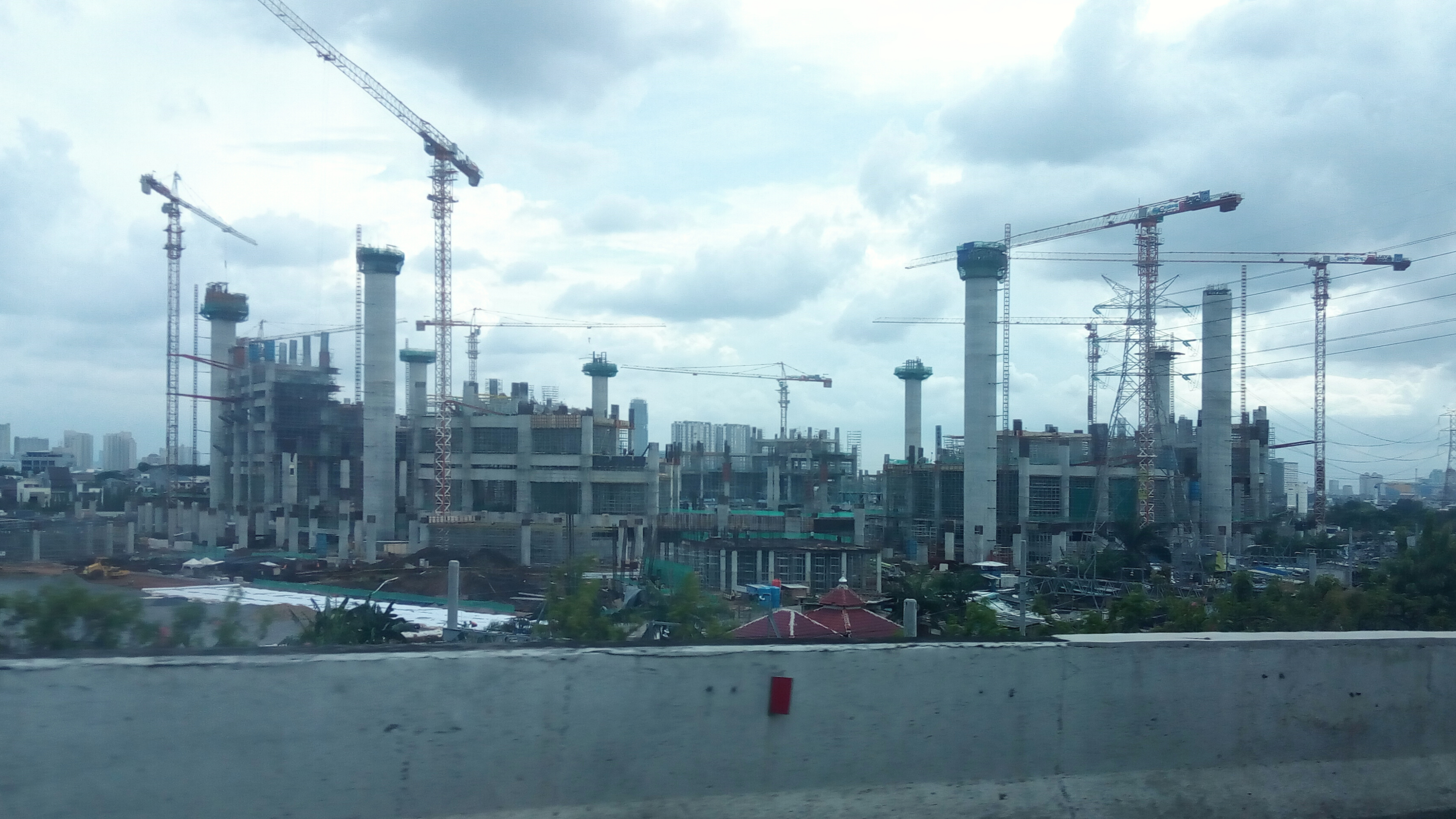
Sân vận động đang được xây dựng nhìn từ đường vành đai trong Jakarta, cuối tháng 10 năm 2020

Công việc xây dựng sân vận động được bắt đầu vào tháng 9 năm 2019. Mặc dù đại dịch COVID-19 bùng phát, các biện pháp phòng ngừa an toàn và kiểm tra y tế cho công nhân đã được thực hiện, công việc xây dựng sân vẫn được duy trì. Do đại dịch, tiến độ xây dựng bị chậm lại do số lượng công nhân tham gia xây dựng giảm và việc vận chuyển vật liệu xây dựng cho dự án bị đình trệ. Do đó, ngày khánh thành đã lùi lại từ tháng 10 năm 2021 sang tháng 4 năm 2022.

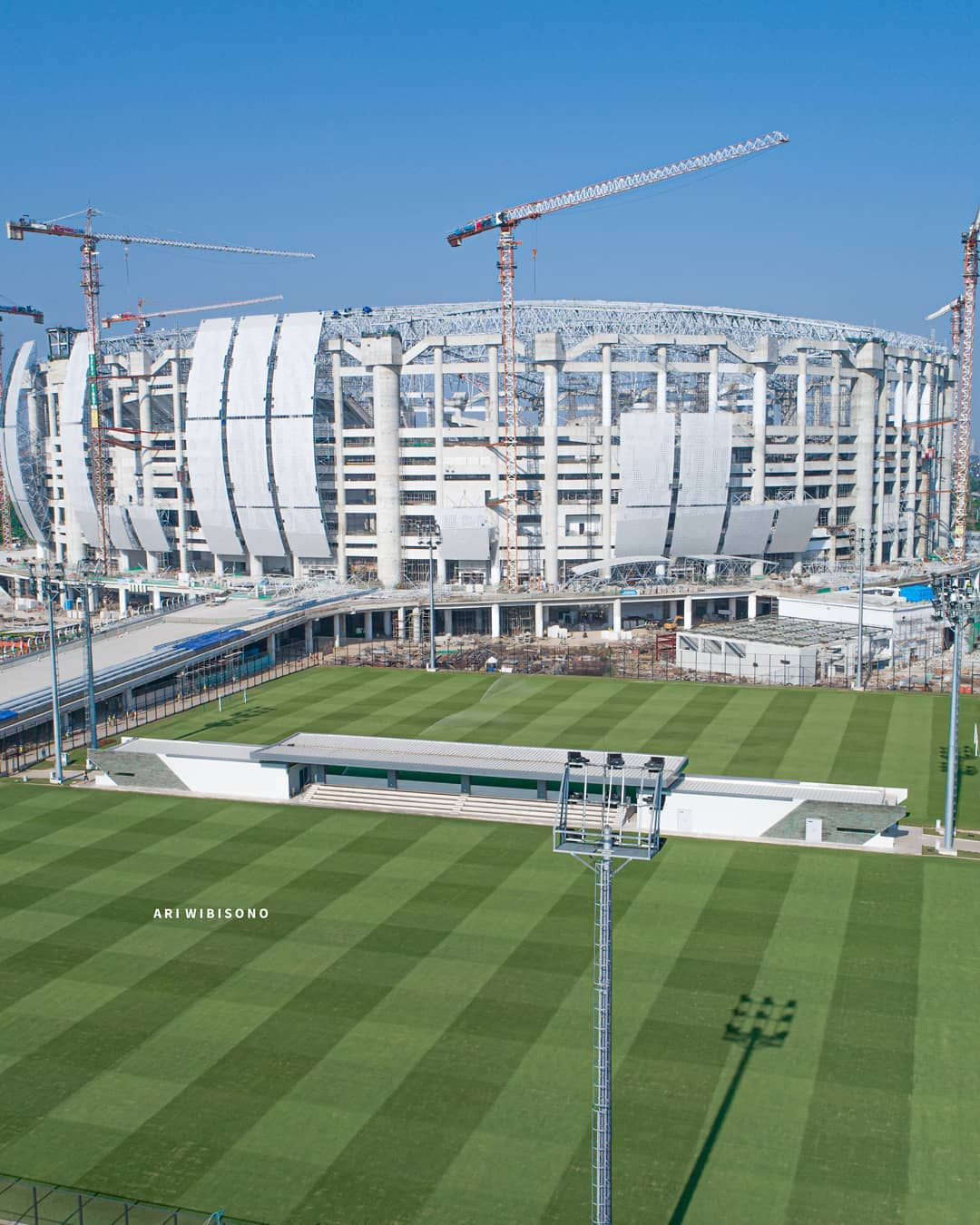
Khu vực sân tập bên ngoài sân vận động đang được xây dựng, 4 tháng 9 năm 2021

Vào ngày 4 tháng 6 năm 2021, công việc nâng giàn mái che bằng thép được bắt đầu. Công việc nâng bao gồm ba giai đoạn, và được hoàn thành vào ngày 17 tháng 6 năm 2021, chỉ chưa đầy 2 tuần sau khi được bắt đầu. Giàn mái che chính có tổng khối lượng 3.900 tấn và có chiều dài 70 mét (230 ft). Thống đốc Jakarta Anies Baswedan nói rằng đây là mái che lớn nhất và nặng nhất từng được nâng lên của một sân vận động trên thế giới. Sân vận động đã giành kỷ lục "Cấu trúc mái che sân vận động nặng nhất" của MURI vào ngày 28 tháng 7 năm 2021. Sân cũng giành hai kỷ lục khác, bao gồm: Sân vận động có mái che có thể thu vào đầu tiên ở Indonesia, và sân vận động đầu tiên được Chứng nhận Công trình xanh Bạch kim ở Indonesia.
Vào ngày 10 tháng 12 năm 2021, công việc lắp đặt mái che đã được hoàn thành, và sân vận động đã hoàn thành 87,85% khối lượng công việc xây dựng. Ngày hôm sau, hệ thống âm thanh, đèn và cỏ hỗn hợp đã được sử dụng thử nghiệm. Cũng trong ngày hôm sau, giọng ca chính Fadly của ban nhạc rock Padi đã biểu diễn trước các công nhân xây dựng trong sân vận động này.

### Khánh thành
Sân vận động dự định được khánh thành thử nghiệm vào ngày 11 tháng 12 năm 2021, nhưng một tuần trước lễ khánh thành, chính quyền Jakarta đã quyết định hoãn lại do sự bùng phát của biến thể Omicron. Ngày khánh thành thử nghiệm đã lùi lại đến ngày 6 tháng 2 năm 2022, nhưng sau đó lại hoãn do gia tăng số ca mắc COVID-19.
Sân vận động sẽ tổ chức International Youth Championship 2021, một giải đấu giao hữu có sự tham gia của các đội trẻ của Indonesia, Barcelona, Real Madrid và Atlético Madrid. Các trận đấu vòng bảng của giải dự kiến được tổ chức tại Sân vận động Kapten I Wayan Dipta mới được cải tạo ở Bali, nhưng sân vận động này đã không được chọn do các biện pháp hạn chế COVID-19 ở Bali. Gede Widiade, chủ tịch Pancoran Soccer Field, người tổ chức giải đấu, cho biết giải đấu sẽ được tổ chức tại đây để "cho thế giới thấy rằng các sân vận động đạt chất lượng châu Âu sẽ là biểu tượng của Indonesia".

## Cơ sở vật chất

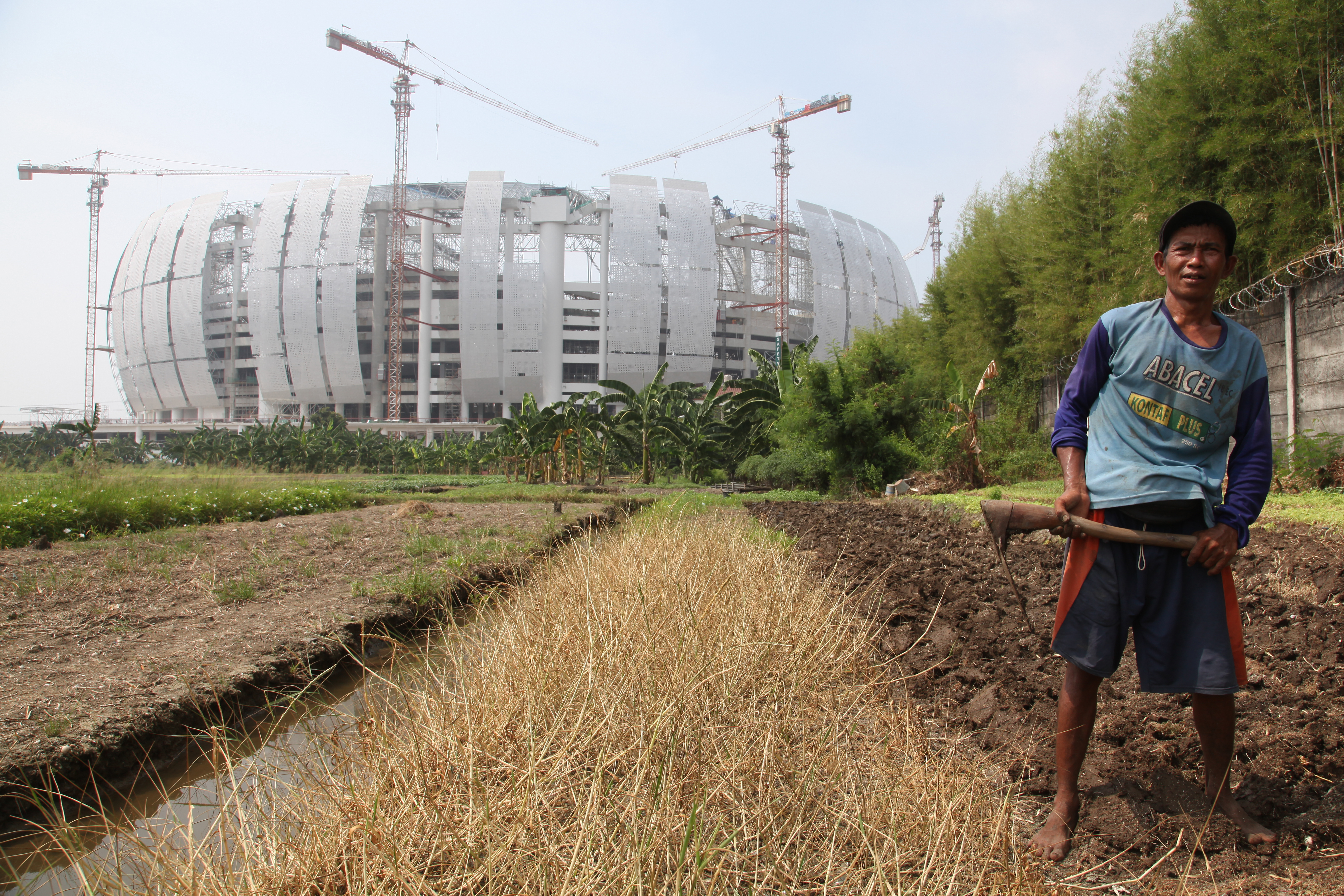
Công viên BMW sẽ phát triển du lịch nông nghiệp, kết nối khu phức hợp sân vận động với hồ chứa nước Cincin và khu rừng đô thị gần đó.

Sân vận động Quốc tế Jakarta được xây dựng theo tiêu chuẩn của FIFA để có thể tổ chức các sự kiện khác nhau, chẳng hạn như buổi hòa nhạc và sự kiện nghệ thuật, bên cạnh bóng đá và các sự kiện thể thao khác. Sân vận động sẽ được phát triển thành một khu phức hợp đa năng. Ngoài sân vận động bóng đá, khu phức hợp cũng sẽ có hai sân tập ngoài trời. Đường dốc dành cho người đi bộ sẽ kết nối khu phức hợp sân vận động với Công viên BMW gần đó. Du lịch nông nghiệp sẽ được phát triển tại Công viên BMW, kết nối khu phức hợp với hồ chứa nước Cincin và khu rừng đô thị gần đó.
Sân vận động được thiết kế gồm các khán đài ba tầng với tổng sức chứa 82.000 khán giả. Sân sẽ có tổng chiều cao 73 mét (240 ft), khiến sân trở thành một trong những sân vận động cao nhất thế giới. Mặt ngoài của sân được thiết kế theo phong cách sọc hổ dựa trên linh vật của Persija Jakarta, và ghế ngồi được phối màu ngẫu nhiên dựa trên màu áo của Persija. Hình dạng của sân vận động được lấy cảm hứng từ trang phục truyền thống của người Betawi.
Mặt sân có kích thước 105 m × 68 m (344 ft × 223 ft) theo quy định của FIFA và sẽ sử dụng cỏ hỗn hợp. Cỏ hỗn hợp được sử dụng sẽ là sự kết hợp giữa cỏ Zoysia matrella và cỏ nhân tạo LIMONTA MIXTO nhập khẩu từ Ý. Loại cỏ này cũng sẽ được lắp đặt trong các sân tập ngoài trời. Đây sẽ là sân vận động bóng đá đầu tiên ở Indonesia có mặt sân cỏ hỗn hợp. Cả mặt cỏ của sân tập và sân chính đều được lắp đặt bởi PT. Delta Prima Pro, đại diện của công ty LIMONTA tại Indonesia. Hằng ngày, chim cà kheo được thả ra mặt sân để ăn sâu bọ như một cách để bảo dưỡng mặt sân, giúp duy trì khả năng sinh sản của cỏ một cách hiệu quả mà không cần sử dụng thuốc trừ sâu có hại.
Mái che có thể thu vào được làm bằng màng ETFE và dài 100 mét (330 ft). Đây sẽ là sân vận động bóng đá có mái che có thể thu vào đầu tiên ở Indonesia và là sân vận động bóng đá thứ hai ở Đông Nam Á có mái che này, sau Sân vận động Quốc gia Singapore.

### Đài quan sát JIS
Sân vận động Quốc tế Jakarta sẽ có một đài quan sát ở bên dưới mái che có thể thu vào. Đây là sân vận động đầu tiên ở Đông Nam Á có đài quan sát. Đài quan sát nằm ở độ cao 70 mét (230 ft) so với mặt đất, tương đương với 20 tầng, có tầm nhìn 180 độ. Từ đài quan sát có thể nhìn ra khu phức hợp Ancol và phần còn lại của khu vực Bắc Jakarta. Đài quan sát này có thể được sử dụng cho chạy bộ.

## Giao thông
Sân vận động dự kiến sẽ được kết nối với một ga nằm trên Tuyến Tanjung Priok thuộc KRL Commuterline, vì sân nằm gần tuyến này. Sân cũng sẽ được kết nối với một ga thuộc Jakarta LRT. Một tuyến BRT TransJakarta cũng sẽ được kết nối đến sân vận động này, cùng với ba tuyến khác được lên kế hoạch.